# Senny Mayulu
Senny Mayulu (sinh ngày 17 tháng 5 năm 2006) là một cầu thủ bóng đá chuyên nghiệp người Pháp hiện đang thi đấu ở vị trí tiền vệ cho câu lạc bộ Paris Saint-Germain.

## Sự nghiệp câu lạc bộ

### Paris Saint-Germain
Sinh ra tại Le Blanc-Mesnil, Mayulu  gia nhập lò đào tạo Paris Saint-Germain từ năm 14 tuổi. Tháng 6 năm 2021, anh ký hợp đồng 
có thời hạn 3 năm với PSG cùng với một đồng đội sinh cùng năm là Ethan Mbappe. Ngày 25 tháng 10 năm 2023, anh ghi bàn thắng duy nhất trong trận đấu với U19 AC Milan tại UEFA Youth League và chưa đầy 1 tháng sau đó, huấn luyện viên Luis Enrique đã cho anh lần đầu tiên tham gia tập cùng đội một PSG.
Ngày 7 tháng 1 năm 2024, Mayulu có trận đấu chuyên nghiệp đầu tiên cho PSG khi vào sân thay người trong chiến thắng 9–0 tại Coupe de France trước Revel. Đến ngày 20 tháng 1, cũng tại đấu trường Coupe de France, anh có bàn thắng đầu tiên trong sự nghiệp thi đấu chuyên nghiệp trong chiến thắng 4–1 trước Orléans. Ngày 18 tháng 3, anh ra mắt Ligue 1 trong trận đấu với Montpellier. Cuối mùa bóng 2023-24, anh ký hợp đồng thi đấu chuyên nghiệp đầu tiên trong sự nghiệp để gắn bó với PSG đến năm 2027.

#### 2024-25
Ngày 19 tháng 10 năm 2024, trong lần đầu đá chính tại Ligue 1, anh là người mở ti số trong chiến thắng chung cuộc 4-2 trước Strasbourg với tình huống xâm nhập vòng cấm rồi dứt điểm tung nóc lưới và đây cũng là bàn thắng đầu tiên của anh tại Ligue 1. Ngày 19 tháng 2 năm 2025, anh có bàn thắng đầu tiên tại đấu trường Châu Âu UEFA Champions League khi ghi bàn ấn định chiến thắng 7–0 trước Brest ở trận lượt về play-off. Bàn thắng này cũng giúp  PSG trở thành câu lạc bộ đầu tiên có bảy cầu thủ cùng ghi bàn trong một trận tại Champions League. Ngày 11 tháng 5, anh có pha lập công thứ hai tại Ligue 1 2024-25 trong trận thắng Montpellier 4-1.
Ngày 31 tháng 5 năm 2025, khi vào sân từ ghế dự bị trong trận Chung kết UEFA Champions League 2025 gặp Inter Milan, Mayulu là người ấn định tỷ số 5-0 của trận đấu với cú sút chân trái về góc gần từ cự ly khoảng gần 10 m. Bàn thắng này giúp anh trở thành cầu thủ trẻ thứ hai lịch sử ghi bàn trong một trận chung kết Champions League, sau Patrick Kluivert ở tuổi 19 và 14 ngày đồng thời giúp PSG tạo ra kỷ lục cách biệt lớn nhất trong một trận chung kết Cup C1/Champions League là 5 bàn.

## Sự nghiệp đội tuyển quốc gia
Mayulu từng thi đấu cho các đội tuyển U-18, U-19 và U-20 Pháp. Anh là thành viên đội tuyển U-19 Pháp giành ngôi á quân Giải vô địch bóng đá U-19 châu Âu 2024.

## Danh hiệu
Paris Saint-Germain
- Ligue 1: 2023–24,[12] 2024–25[13]
- Coupe de France: 2023–24,[14] 2024–25[15]
- Trophée des Champions: 2024[16]
- UEFA Champions League: 2024–25[17]
- UEFA Super Cup: 2025[18]
- FIFA Club World Cup á quân: 2025[19]

U-18 Pháp
- Lafarge Foot Avenir: 2023

Cá nhân
- Titi d'Or: 2023